# Lannapsyche chantaramongkolae
Lannapsyche chantaramongkolae is een schietmot uit de
familie Odontoceridae. De soort komt voor in het Oriëntaals gebied.